# Miombovävare
Miombovävare (Ploceus angolensis) är en fågel i familjen vävare inom ordningen tättingar.

## Utseende och läte
Miombovävaren har brun ovansida, gult på rygg och övergump, tydliga vita vingband och ljus undersida med citrongul anstrykning på buk och flanker. Ungfågeln liknar den adulta men har ljus hjässa och näbb. Arten är inte särskilt ljudlig, men ibland hörs erier med ljusa sträva, gnisslande och kurrande ljud.

## Utbredning och systematik
Fågeln förekommer från Angola till norra Zambia och sydostligaste Demokratiska republiken Kongo. Den behandlas som monotypisk, det vill säga att den inte delas in i några underarter.

## Status
Arten har ett stort utbredningsområde och beståndet anses vara stabilt. Internationella naturvårdsunionen IUCN listar den därför som livskraftig (LC).

## Levnadssätt
Miombovävare hittas lokalt i torra och högväxta städsegröna Cryptosepalum-skogar och miombo rika på hänglavar av släktet Usnea. Där födosöker den tillbakadraget efter insekter genom att krypa längs grenar likt en nötväcka eller trädkrypare. Fågeln påträffas enstaka eller i par, ofta som en del av kringvandrande artblandade flockar. Olikt många andra vävare häckar den inte i kolonier.

## Namn

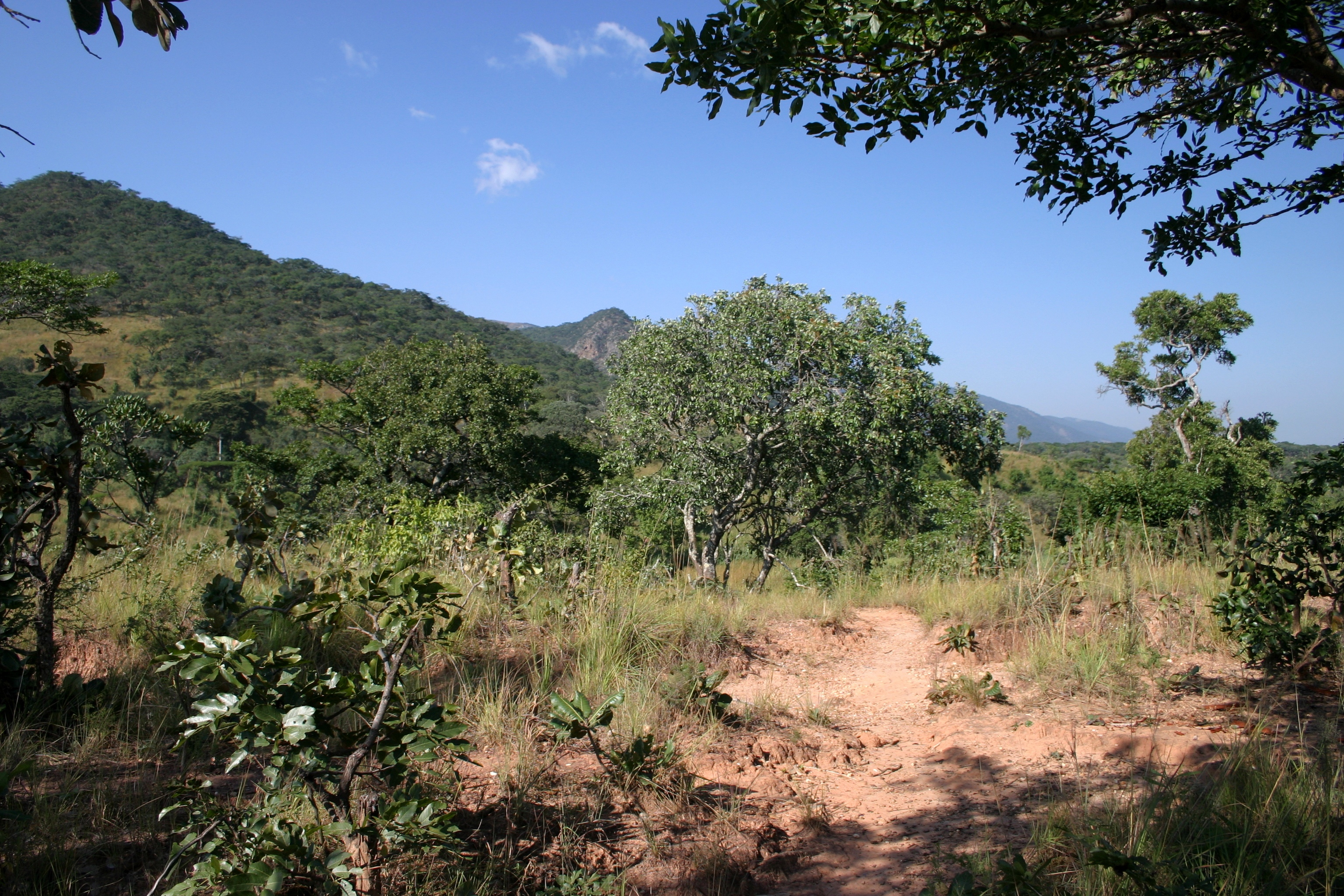
Fågeln är uppkallad efter skogstypen miombo där den förekommer.

Miombo är swahili för trädsläktet Brachystegia som omfattar ett stort antal arter, vilka bildar en öppen skog eller ett savannlandskap i södra Centralafrika. Miombo är också en beteckning för denna vegetationstyp som dominerar inom stora delar av området.